# Катарина Грујић (Ургентни центар (српска ТВ серија))
Главна сестра Катарина "Каја" Грујић је измишљени лик из познате серије "Ургентни центар", а играла ју је прво Катарина Радивојевић у првој, а потом Милица Јанкетић у другој сезони.

## Каријера
Катарина Грујић је по занимању болничарка и главна сестра у Ургентном центру. Она има магистрат из медицине.
Катарина је осетљива на мањак препознавања искуства болничара у Ургентном центру. Понекад је непријатељски настројена према лекарским помоћницима, а једном је искритиковала хирурга др. Рефика Петровића јер се није лепо понео према сестри Љиљи.
У 2. сезони, Катарина је хтела да оде на медицински и постане лекарка, али се предомислила јер је увидела да је њен посао болничарке вредан труда.

## Лични живот

### Сезона 1
Осам недеља после покушаја самоубиства, Катарина се враћа на посао. Иако је касније порицала, запослени су сумњали да је до самоубиства довела њена пропала веза са Немањом Арсићем, педијатром женскарошем који такође ради у Ургентном центру. Катарина је удаљила Немању и из личних и из пословних ствари, што постаје тешкоћа јер Немања стално покушава да је поново освоји, а једном таквом приликом јој се појавио пијан на вратима са цвећем. Док Катарина крије мржњу према дрском педијатру, постаје очигледно и гледаоцима и запосленима да она и даље гаји осећања према њему.

### Сезона 2
У намери да окрене нови лист после своје скрхкане везе, Катарина се верила за ортопедског хирурга Михајла Христића (Слободан Бештић). Веза је била бурна од почетка јер Катарина није могла у потпуности да се посвети Михајлу па је против његове воље покушала да усвоју малу рускињу која је боловала од СИДА-е и остављена у Ургентном центру. Баш кад је требало да се венчају, Михајло ју је оставио пред олтаром и рекао јој да не може да се посвети некоме ко не може да му узврати осећања. Иако повређени, запослени Ургентног центра су јој, исто као што су јој у журби спасили живот, спасили и весеље храном, пићем и музиком.
У покушају да постане независнија, Катарина купује половну кућу коју смишља да реновира. Касније почиње да се забавља са болничарем Дарком "Јакшом" Јакшићем (Младен Совиљ) па он почиње да живи са њом. Упркос обећавајућем почетку, њихова веза се знатно затегла кад се Јакша драстично променио кад му је ортак погинуо. Јакша и његов ортак су одлучили да уђу у запаљену зграду и спасу децу која су била заробљена у њој. Јакшин ортак се гадно опекао и касније је умро на Интензивној нези. Јакша је постао нападан и упркос Катаринином покушају да му нађе стручну помоћ, он је то одбио што је окончало њихову везу пошто је она одбила да гледа неког до кога јој је стало како ће сам себе да уништи.
Без Јакшиних примања, Катарина није могла да реновира кућу. Да буде још горе, настао је ранди спор због прерасподеле њених болничара. Као главна сестра Ургентног центра, Катарина је била учесница руководства због чега бива растрзана између пријатеља и болничке управе. Током обуставе рада болничара, Катарина је случајно дала болеснику погрешну крв. Иако није разјашњено да ли је због крви или других својих повреда н преминуо, Катарина је кривила себе. Управа у почетку није казнила Катарину због овог догађаја него је то искористила да окриви болничаре за обуставу рада, али је она извређала одлуку управе јер је веровала да није кажњена како треба због своје грешке па се обратила новинама због чега је удаљена са посла.
Током времена кад није радила, Катарина је била таокиња наоружаних пљачкаша у једној радњи. Лечила је неколико повређених људи и успела је да се извуче из догађаја потресена, али неповређена. Катарина је касније полагала испит из пословодства на Медицинском факултету, а Немања јој је помагао и претпоставила је да је пала, а у ствари је добро прошла. Ипак, она је одлучила да не наставља са медицинским факултетом јер је полагала испит само да би доказала да је кадра. Такође су у то време Катарина и Немања постали блискији пријатељи. Немања, некадашњи женскарош је дотакао дно живота што је довело до живота нежење кад му је једна девојка са којом се забављао умрла од превелике количине кокаина. Док је исправљао свој живот, Катарина је почела да га гледа другачије и након изненадног доласка на врата, Немања и Катарина су почели да обнављају своју везу.
Њихову везу је пољуљала Катаринина несигурност и горке успомене из прошлости. Плашећи се шта ће остали запослени да мисле, Катарина и Немања су се виђали у тајности иако је то било очигледно запосленима па су покренули покладу око тога да ли ће признати. Немањини покушаји да се исправи раније грешке и да јој се посвети су њу устукнули. Кад се пољубила са ватрогасцем и то признала Немањи он је оставља на неко време. Њих двоје су се на крају помирили. Катарина је превазишла своју несигурност и на крају је успела да се отараси утвара и посвети Немањи.

### Сезона 3
На почетку треће сезоне, Немања је отишао на сахрану свом оцу. При крају сахране, Сара га је звала и обавестила да је Катарину убио човек коме је ћерка умрла јер је погрешно лечена у знак одмазде. Видело се да је Немању ова вест страшно погодила.

## Промена глумице
Лик Катарине Грујић тумачила је у првој сезони Катарина Радивојевић. Након несугласица са продукцијом око плате и шамара једној организаторки, Радивојевићева бива отпуштена из серије, а лик Катарине Грујић у другој сезони тумачи Милица Јанкетић.

## Напомена
1. ↑  Лим Михајла Христића је у 1. сезони тумачио Вахидин Прелић